# Lumnicera
Lumnicera (Lumnitzera) – rodzaj roślin z rodziny trudziczkowatych (Combretaceae). Obejmuje dwa gatunki występujące we wschodniej Afryce, w południowej i wschodniej Azji (na północy po wyspy Riukiu i południową Koreę) oraz na wyspach Oceanu Spokojnego.

## Morfologia
Małe, zawsze zielone drzewa i krzewy o liściach nieco mięsistych, skrętoległych, gęsto skupionych na końcach pędów. Blaszka łopatkowata do lancetowatej, stopniowo zwężająca się u nasady w krótki ogonek. Kwiaty zebrane w kilkukwiatowe grona lub wiechy. Kielich rurkowaty z 5 trwałymi, trójkątnymi działkami. Płatków jest 5, mają barwę czerwoną lub białą, rzadko różową. Pręcików jest 5-10. Słupek jest trwały. Owoc suchy, drewniejący, na szczycie zwieńczony trwałymi działkami kielicha i słupkiem.

## Systematyka
Jeden z rodzajów podrodziny Combretoideae Beilschmied w rodzinie trudziczkowatych (Combretaceae) z rzędu mirtowców.
Wykaz gatunków
- Lumnitzera littorea (Jack) Voigt
- Lumnitzera racemosa Willd.